# Ichneumon rivalis
Ichneumon rivalis là một loài tò vò trong họ Ichneumonidae.